# Sächsische Stahlwindmotoren-Fabrik
Die Firma Sächsische Stahlwindmotoren-Fabrik in Löbtau (seit 1903 Stadtteil von Dresden) war eine Firma zur Herstellung von Windturbinen.

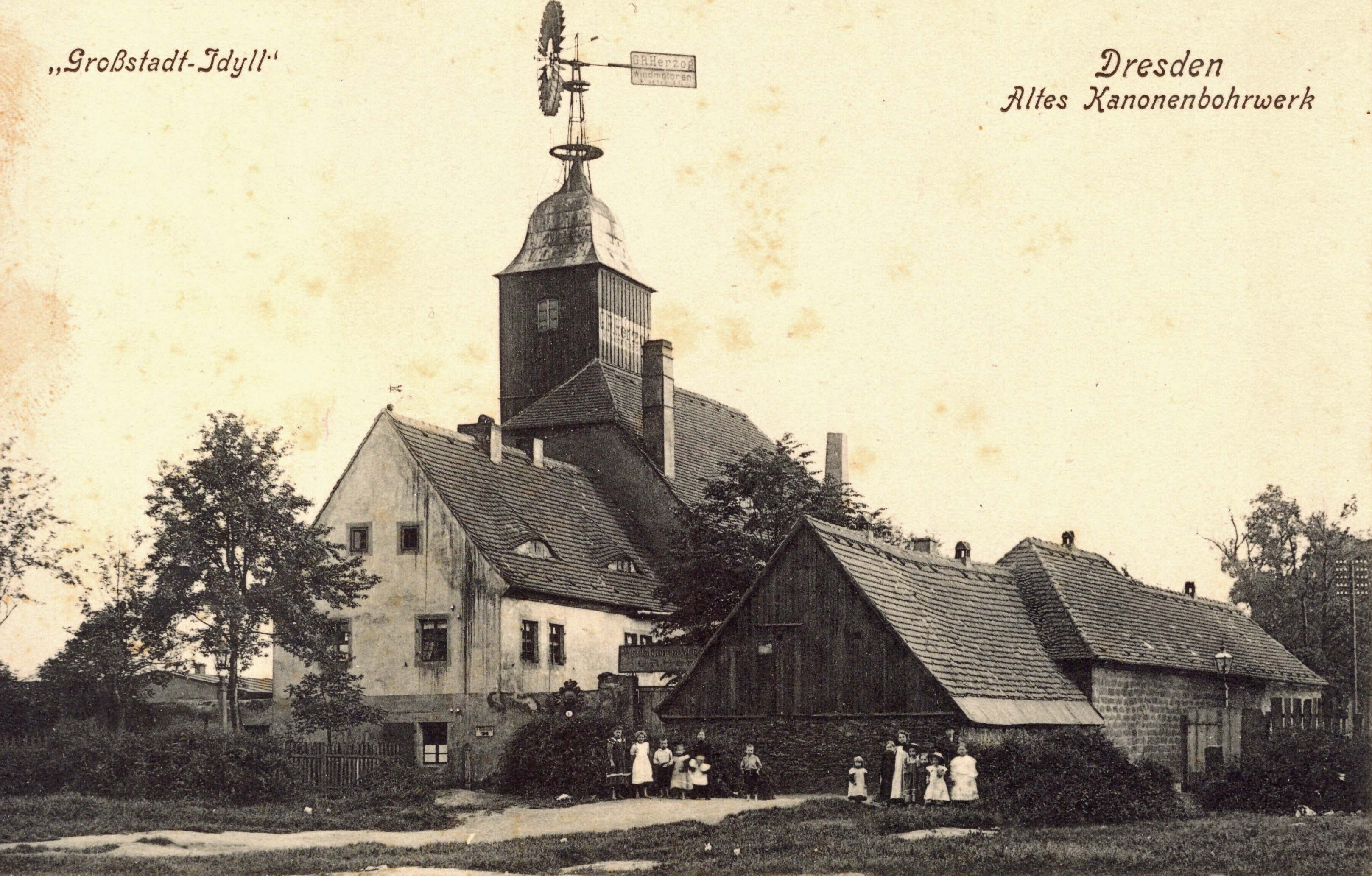
Windmotorenfabrik von G R Herzog im ehemaligen Kanonenbohrwerk

## Unternehmensgeschichte
Nach dem Ende der militärischen Nutzung verpachtete das von Alfred von Fabrice geleitete sächsische Kriegsministerium im Jahre 1870 das ehemalige Königliche Kanonenbohrwerk an den letzten Bohrwerksmeister Gustav Robert Herzog (1834–1899), den aus Meißen stammenden Sohn des Mühlenbauers Christian Friedrich Herzog. Herzog betrieb am Standort des ehemaligen Kanonenbohrwerks eine Maschinenfabrik, die sich zu einem Spezialbetrieb für Stahlwindmotore, Pumpen und Wasserleitungen entwickelte. Herzogs Geschäftspartner Hermann Robert Eduard Demuth (1855–1933) führte ab 1898 den Betrieb unter Herzogs Firmennamen als Fabrikbesitzer weiter. Demuth stammte aus Straupitz bei Hirschberg (heute Strupice, ein Ortsteil von Jelenia Góra) und war der Sohn des Mühlenbesitzers August Demuth.

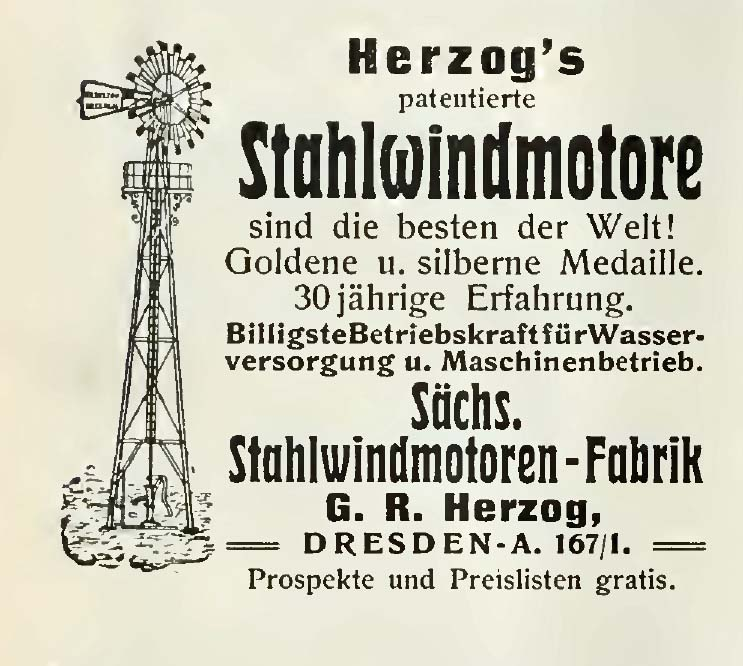
Reklame in der Zeitschrift Der Tropenpflanzer 1906

Das Aussehen der Kanonenbohrfabrik blieb weitgehend erhalten. Es wurde lediglich ein Modell einer Windturbine auf dem Turm installiert, in dem früher die senkrecht aufgehängten Kanonenrohre ausgebohrt wurden. Historische Abbildungen zeigen, dass zu verschiedenen Zeiten unterschiedliche Modelle auf dem Turm installiert waren. Die Firma hieß laut dem Adressbuch Dresden ab mindestens 1913 „Sächsische Stahl-Windmotoren-Fabrik G. R. Herzog GmbH“. Sie produzierte Windturbinen der Marken Ultra und Goliath sowie in Lizenz Turbinen nach dem System des US-Amerikaners Daniel Halladay (1826–1916) und kleinere Anlagen mit dem Eklipse-System zur Regelung. Das System Ultra wurde für mittlere bis sehr große Windräder verwendet, die 18 bis 48 gewölbte verstellbare Rotorblätter aus verzinktem Blech besaßen und einen Durchmesser von 3,5 bis 18 m hatten. Der Goliath-Motor besaß 18 feste Rotorblätter, die in drei Gruppen angeordnet waren, und hatten einen Durchmesser von 3 bis 6 m. Nach 1910 kam auch noch die Marke Athlet hinzu mit festen Rotorblättern und Eklipse-Regelung.
1925 übernahmen die Vereinigten Windturbinenwerke Geschäftsanteile der Sächsischen Stahlwindmotoren-Fabrik. Sie mussten aber schon ein Jahr später bei einem Zwangsvergleich wieder abgegeben werden. Am 23. Dezember 1928 kam es zu einem Großbrand. Dieser vernichtete Teile des Dachstuhls des Hauptgebäudes sowie den markanten Turm mit der Windturbine. Der Turm wurde nicht wieder aufgebaut. Ab 1929 firmiert Demuth als Windmotoren- und Maschinenfabrik W. Demuth & Co. Der letzte Besitzer war ein aus Dömitz stammender Verwandter von Demuth, Walter Adolf August Carl Demuth (1886–1947). Walter Adolf war Geschäftsführer der Auto-Reparaturwerkstatt Sammler und Co. in Dresden. Die Windmotorenfabrik verlor 1937 durch Schließung des Weißeritzmühlgrabens ihre ursprüngliche Antriebsquelle. In diesem Jahr tauchen auch das letzte Mal Demuths Erben unter der Adresse Am Weißeritzmühlgraben 6 auf. Das leerstehende Gebäude wurde 1945 zerstört. Heute steht genau an dieser Stelle das Heizkraftwerk Nossener Brücke.

## Windkraftanlagen (Auswahl)
| Ort                                                   | Bundesland /Provinz(heute) | Höhe des Turms | Durchmesser Windrad | Anzahl Rotorblätter | Koordinaten                      | Bild | Bemerkungen |
| ----------------------------------------------------- | -------------------------- | -------------- | ------------------- | ------------------- | -------------------------------- | ---- | --- |
| Flachsberg im Ortsteil Binscheid der Gemeinde Üttfeld | Rheinland-Pfalz            | 15 m           | ?                   | ?                   | 50° 6′ 50,9″ N, 6° 15′ 50,8″ O   |      | Stahlwindturbine Athlet 1918; auch zur Erzeugung von Elektroenergie, jedoch Probleme mit der Regelung; 1945 Beobachtungsposten und Funkstation; zerschossen                            |
| Landsitz Energie bei Großbothen                       | Sachsen                    | 16 m           | 5 m                 | 18                  | 51° 11′ 24,1″ N, 12° 44′ 35,2″ O |      | Athlet 1911/1912 zur Wasserversorgung auf dem Grundstück des Nobelpreisträgers Wilhelm Ostwald; Reste noch 1954; seit 2003 ungenaues 1:4 Modell mit 24 außen verbundenen Rotorblättern |
| Leuterwitz                                            | Sachsen                    |                |                     | 30                  | 51° 11′ 44,8″ N, 12° 56′ 45,5″ O |      | Athlet 1922 |
| Weltersburg                                           | Rheinland-Pfalz            | 24 m           | 5 m                 | 12                  | 50° 31′ 22,6″ N, 7° 57′ 27,7″ O  |      | 1912 (mit festen Rotorblättern und Eklipse-Regelung); seit 1966 nicht mehr in Betrieb; auf der Liste der Kulturdenkmäler Rheinland-Pfalz                                               |
| Witzenhausen (Baumschule der DKS Wilhelmshof)         | Hessen                     | 14 m           | 3 m                 | 21                  | 51° 20′ 41,2″ N, 9° 51′ 39,6″ O  |      | Stahlwindturbine Athlet 1911 (mit festen Rotorblättern und Eklipse-Regelung) |